# Ecnomios flavus
Ecnomios flavus är en stekelart som beskrevs av Chen och Whitfield 2003. Ecnomios flavus ingår i släktet Ecnomios och familjen bracksteklar. Inga underarter finns listade i Catalogue of Life.